# Karjala Cup 2014
20. edycja turnieju Karjala Cup została rozegrana w dniach 6-9 listopada 2014 roku. Wzięły w nim udział cztery reprezentacje: Czech, Szwecji, Finlandii i Rosji. Każdy zespół rozegrał po trzy spotkania, łącznie odbyło się sześć meczów. Pięć spotkań rozegrano w hali Hartwall Arena w Helsinkach, jeden mecz odbył się w szwedzkim Leksand w hali Tegera Arena. Turniej był pierwszym, zaliczanym do klasyfikacji Euro Hockey Tour w sezonie 2014/2015.
Zwycięzcą turnieju po raz trzeci została reprezentacja Szwecji.

## Wyniki
| 6 listopada 2014 | Finlandia | 2:1 | Czechy | Hartwall Areena, Helsinki |

| Szczegóły      | Szczegóły                                  | Szczegóły       | Szczegóły              | Szczegóły                                                                |
| -------------- | ------------------------------------------ | --------------- | ---------------------- | ------------------------------------------------------------------------ |
| Godzina: 18:30 | J. Immonen (PP) 16:15 O. Palola (PP) 31:27 | (1:0, 1:1, 1:0) | 24:24 (EQ) R. Smoleňák | Widzów: 7026 Sędzia główny: Tobias Björk Sędziowie liniowi: Linus Öhlund |
| Godzina: 18:30 | 4 min. kar                                 |                 | 10 min. kar            | Widzów: 7026 Sędzia główny: Tobias Björk Sędziowie liniowi: Linus Öhlund |

| 6 listopada 2014 | Szwecja | 5:4 pk. | Rosja | Tegera Arena, Leksand |

| Szczegóły      | Szczegóły | Szczegóły                 | Szczegóły                                                                                    | Szczegóły                                                             |
| -------------- | --- | ------------------------- | -------------------------------------------------------------------------------------------- | --------------------------------------------------------------------- |
| Godzina: 20:00 | P. Hersley (PP) 01:35 A. Engqvist (SH) 12:21 D. Ullström (EQ) 36:09 T. Wandell (EQ) 45:04 A. Petersson (PEN) 65:00 | (2:0, 1:3, 1:1, 0:0, 1:0) | 30:50 (EQ) D. Kugryszew 31:41 (EQ) D. Kokariew 34:03 (PP) A. Radułow 45:57 (EQ) A. Slepyszew | Widzów: 6634 Sędzia główny: Jan Hribik Sędziowie liniowi: Pavel Hodek |
| Godzina: 20:00 | 16 min. kar |                           | 10 min. kar                                                                                  | Widzów: 6634 Sędzia główny: Jan Hribik Sędziowie liniowi: Pavel Hodek |

| 8 listopada 2014 | Szwecja | 4:3 pk. | Czechy | Hartwall Areena, Helsinki |

| Szczegóły      | Szczegóły                                                                                   | Szczegóły                 | Szczegóły                                                           | Szczegóły                                                                     |
| -------------- | ------------------------------------------------------------------------------------------- | ------------------------- | ------------------------------------------------------------------- | ----------------------------------------------------------------------------- |
| Godzina: 12:00 | J. Ericsson (PP) 21:17 J. Ericsson (EQ) 21:39 A. Petersson (EQ) 39:46 L. Klasen (PEN) 65:00 | (0:0, 3:3, 0:0, 0:0, 1:0) | 22:20 (EQ) T. Filippi 34:52 (PP) P. Zámorský 39:23 (EQ) R. Smoleňák | Widzów: 2994 Sędzia główny: Mikko Kaukokari Sędziowie liniowi: Aleksi Rantala |
| Godzina: 12:00 | 8 min.                                                                                      |                           | 8 min.                                                              | Widzów: 2994 Sędzia główny: Mikko Kaukokari Sędziowie liniowi: Aleksi Rantala |

| 8 listopada 2014 | Finlandia | 6:2 | Rosja | Hartwall Areena, Helsinki |

| Szczegóły      | Szczegóły | Szczegóły       | Szczegóły                                    | Szczegóły                                                                 |
| -------------- | --- | --------------- | -------------------------------------------- | ------------------------------------------------------------------------- |
| Godzina: 16:00 | J. Immonen (PP) 19:36 J. Pesonen (EQ) 23:05 E. Lindell (EQ)28:55 K. Näkyvä (EQ) 30:03 O. Osala (EQ) 31:10 T. Hartikainen (EQ) 51:54 | (1:1, 4:1, 1:0) | 10:45 (EQ) A. Panarin 20:30 (EQ) D. Kokariew | Widzów: 11781 Sędzia główny: Tobias Björk Sędziowie liniowi: Linus Öhlund |
| Godzina: 16:00 | 8 min. kar |                 | 12 min. kar                                  | Widzów: 11781 Sędzia główny: Tobias Björk Sędziowie liniowi: Linus Öhlund |

| 9 listopada 2014 | Czechy | 2:4 | Rosja | Hartwall Areena, Helsinki |

| Szczegóły      | Szczegóły                               | Szczegóły       | Szczegóły                                                                                | Szczegóły                                                                |
| -------------- | --------------------------------------- | --------------- | ---------------------------------------------------------------------------------------- | ------------------------------------------------------------------------ |
| Godzina: 12:00 | O. Roman (PP) 43:11 P. Holík (EQ) 57:50 | (0:3, 1:0, 1:1) | 00:54 (EQ) A. Panarin 17:12 (EQ) A. Panarin 09:41 (EQ) J. Awierin 54:57 (PP2) A. Radułow | Widzów: 3729 Sędzia główny: Antti Boman Sędziowie liniowi: Anssi Salonen |
| Godzina: 12:00 | 26 min.                                 |                 | 22 min.                                                                                  | Widzów: 3729 Sędzia główny: Antti Boman Sędziowie liniowi: Anssi Salonen |

| 9 listopada 2014 | Szwecja | 3:0 | Finlandia | Hartwall Areena, Helsinki |

| Szczegóły      | Szczegóły                                                         | Szczegóły       | Szczegóły | Szczegóły                                                                          |
| -------------- | ----------------------------------------------------------------- | --------------- | --------- | ---------------------------------------------------------------------------------- |
| Godzina: 16:00 | L. Klasen (EQ) 17:58 D. Axelsson (EQ) 23:08 P. Hersley (EQ) 28:09 | (1:0, 2:0, 0:0) |           | Widzów: 11563 Sędzia główny: Konstantin Olenin Sędziowie liniowi: Aleksiej Rawodin |
| Godzina: 16:00 | 12 min.                                                           |                 | 8 min.    | Widzów: 11563 Sędzia główny: Konstantin Olenin Sędziowie liniowi: Aleksiej Rawodin |

## Klasyfikacja
| Poz. | Zespół    | M | Pkt | Z | WpD | PpD | P | G+ | G- | +/- |
| ---- | --------- | - | --- | - | --- | --- | - | -- | -- | --- |
| 1    | Szwecja   | 3 | 7   | 1 | 0   | 2   | 0 | 12 | 7  | +5  |
| 2    | Finlandia | 3 | 6   | 2 | 0   | 0   | 1 | 8  | 6  | +2  |
| 3    | Rosja     | 3 | 4   | 1 | 0   | 1   | 1 | 10 | 13 | -3  |
| 4    | Czechy    | 3 | 1   | 0 | 0   | 1   | 2 | 6  | 10 | -4  |

## Klasyfikacje indywidualne
- Klasyfikacja kanadyjska:  Linus Klasen[1]

## Nagrody
Najlepsi zawodnicy na każdej pozycji wybrani przez dyrektoriat turnieju:
- Bramkarz:  Henrik Karlsson
- Obrońca:  Atte Ohtamaa
- Napastnik:  Linus Klasen